# Луховицкие вести
«Луховицкие вести» — общественно-политическая газета Луховицкого муниципального района. Издается Государственным автономным учреждением Московской области «Информационное агентство Луховицкого района Московской области». Учредитель — Главное управление по информационной политике Московской области. Соучредитель — Администрация Луховицкого муниципального района

## Работники редакции
- Директор-главный редактор — Одинаева Гульчехра Хабибулаевна

## История
Газета основана 1 января 1931 года под названием «За сплошную коллективизацию». Затем неоднократно переименовывалась «За большевистские темпы» — 1951 год, «Путь к коммунизму». «По Ленинскому пути» — 1971 год. В 1991 году газета получила своё сегодняшнее название «Луховицкие вести».